# Praví Hlasiťákovi
Praví Hlasiťákovi (v anglickém originále The Really Loud House) je americký komediální televizní seriál, jehož tvůrcem je Tim Hobert. Seriál měl premiéru 3. listopadu 2022 na Nickelodeonu. Jedná se o hraný akční spin-off animovaného seriálu Hlasiťákovi, využívající některé z herců, kteří se objevili v televizním filmu A Loud House Christmas z roku 2021.
V dubnu 2023 byla potvrzena příprava druhé řady a zelenou dostal halloweenský televizní film s názvem A Really Haunted Loud House.

## Děj
Podobně jako kreslený seriál, i tato hraná adaptace zobrazuje 11letého Lincolna Hlasiťáka přežívajícího v domě deseti sester, kde obvykle dochází k chaosu. Lincoln také cestuje za dobrodružstvím se svým nejlepším přítelem Clydem McBridem po městě Royal Woods v Michiganu.

## Obsazení

### Hlavní role
- Wolfgang Schaeffer jako Lincoln Hlasiťák (český dabing: Samuel Budiman)
- Jahzir Bruno jako Clyde McBride (český dabing: Viktor Vich Antonio)
- Eva Carlton jako Leni Hlasiťáková (český dabing: Kristýna Skružná)
- Sophia Woodward jako Luna Hlasiťáková (český dabing: Johana Krtičková)
- Catherine Bradley jako Luan Hlasiťáková (český dabing: Silvie Matičková)
- Annaka Fourneret jako Lynn Hlasiťáková Jr. (český dabing: Karolína Křišťálová)
- Aubin Bradley jako Lucy Hlasiťáková (český dabing: Eliška Jirotková)
- Lexi Janicek jako Lisa Hlasiťáková (český dabing: Linda Křišťálová)
- Ella Allan jako Lola Hlasiťáková (český dabing: Tereza Jirotková)
- Mia Allan jako Lana Hlasiťáková (český dabing: Magdalena Müller)
- Jolie Jenkins jako Rita Hlasiťáková (český dabing: Klára Sochorová)
- Brian Stepanek jako Lynn Hlasiťák Sr. (český dabing: Jiří Ployhar)

### Vedlejší role
- Lexi DiBenedetto jako Lori Hlasiťáková (český dabing: Helena Němcová)
- August Michael Peterson jako Lily Hlasiťáková (český dabing: Olivie Rafajová)
- Stephen Guarino jako Howard McBride
- Ray Ford jako Harold McBride
- Gavin Maddox Bergman jako Liam Hunnicutt (český dabing: Matouš Fikar)
- Bella Blanding jako Charlie Uggo

## Vysílání
| Řada | Díly | Premiéra v USA    | Premiéra v USA   | Premiéra v ČR   | Premiéra v ČR |
| Řada | Díly | První díl         | Poslední díl     | První díl       | Poslední díl  |
| ---- | ---- | ----------------- | ---------------- | --------------- | ------------- |
| 1    | 20   | 3. listopadu 2022 | 13. června 2023  | 22. května 2023 | bude oznámeno |
| 2    | 20   | 19. února 2024    | 6. prosince 2024 | bude oznámeno   | bude oznámeno |